# Cristianismo en el Líbano
El cristianismo está presente en Líbano de forma continua desde hace mucho tiempo, y su presencia se remonta a las primeras enseñanzas que hizo Jesucristo a los habitantes de Tiro y Sidón como se relata en el Nuevo testamento. y los cristianos representan (2015) el 46.7 % siendo la religión mayoritaria de la población mientras que en la década del 30 del siglo pasado eran el 87 % de la población del Líbano

## Historia

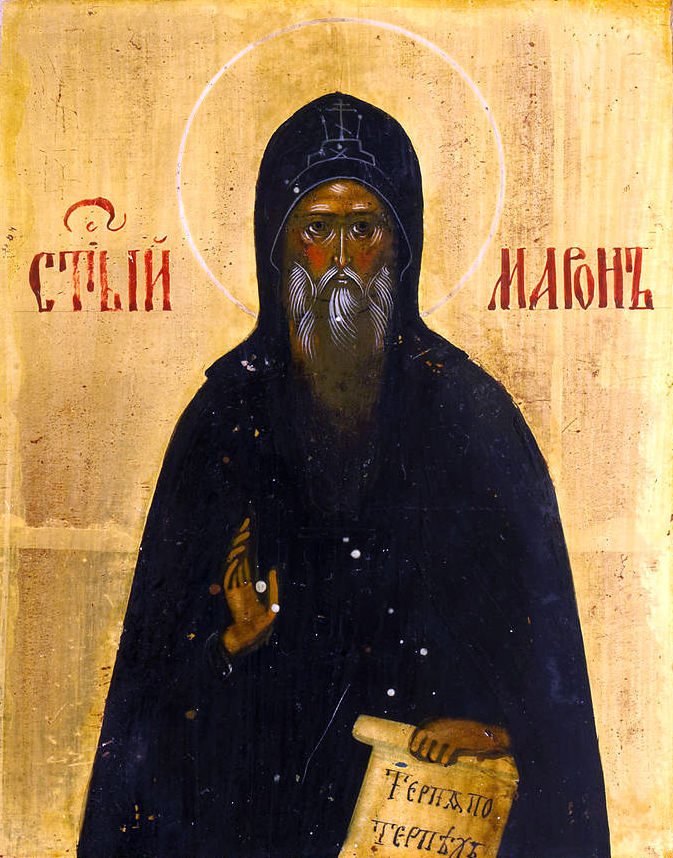
San Marón

Antes de que la fe cristiana llegara al territorio del Líbano, Jesús había viajado al sur del país, cerca de Tiro, donde las Escrituras nos dicen que curó a un niño cananeo poseído. El cristianismo en el Líbano es casi tan antiguo como la misma fe cristiana, los primeros informes relacionan la posibilidad de que el mismo San Pedro fue quien evangelizó a los fenicios quienes se adhirieron al antiguo patriarcado de Antioquía. Pablo también predicó en el Líbano. Éste se había quedado con los primeros cristianos en Tiro y Sidón. A pesar de que el cristianismo fue introducido en el Líbano después del primer siglo después de Cristo, su propagación era muy lenta, sobre todo en las zonas montañosas, donde el paganismo seguía siendo inquebrantable.
La tradición temprana del cristianismo en el Líbano se remonta a San Marón en el siglo IV d. C.. San Marón adoptó una vida reclusa ascética a orillas del río Orontes en las cercanías de Homs-Siria y fundó una comunidad de monjes que comenzaron a predicar el evangelio en las áreas circundantes. Por la fe, la liturgia, ritos, libros religiosos y el patrimonio, los maronitas se pueden considerar de origen ortodoxo. Los monjes maronitas se asentaron en el valle Qadisha debido a la persecución llevada a cabo por el emperador Justiniano II. La influencia de la comunidad maronita se extendió por toda la montaña libanesa y se convirtió en una fuerza de tamaño considerable fundamentada en una base feudal. No fue sino hasta la llegada de las Cruzadas que el mundo occidental supo de la existencia de los maronitas. En el siglo XVI, la Iglesia Maronita adoptó el catecismo de la Iglesia Católica y se fusionó con esta.

## Iglesia católica maronita

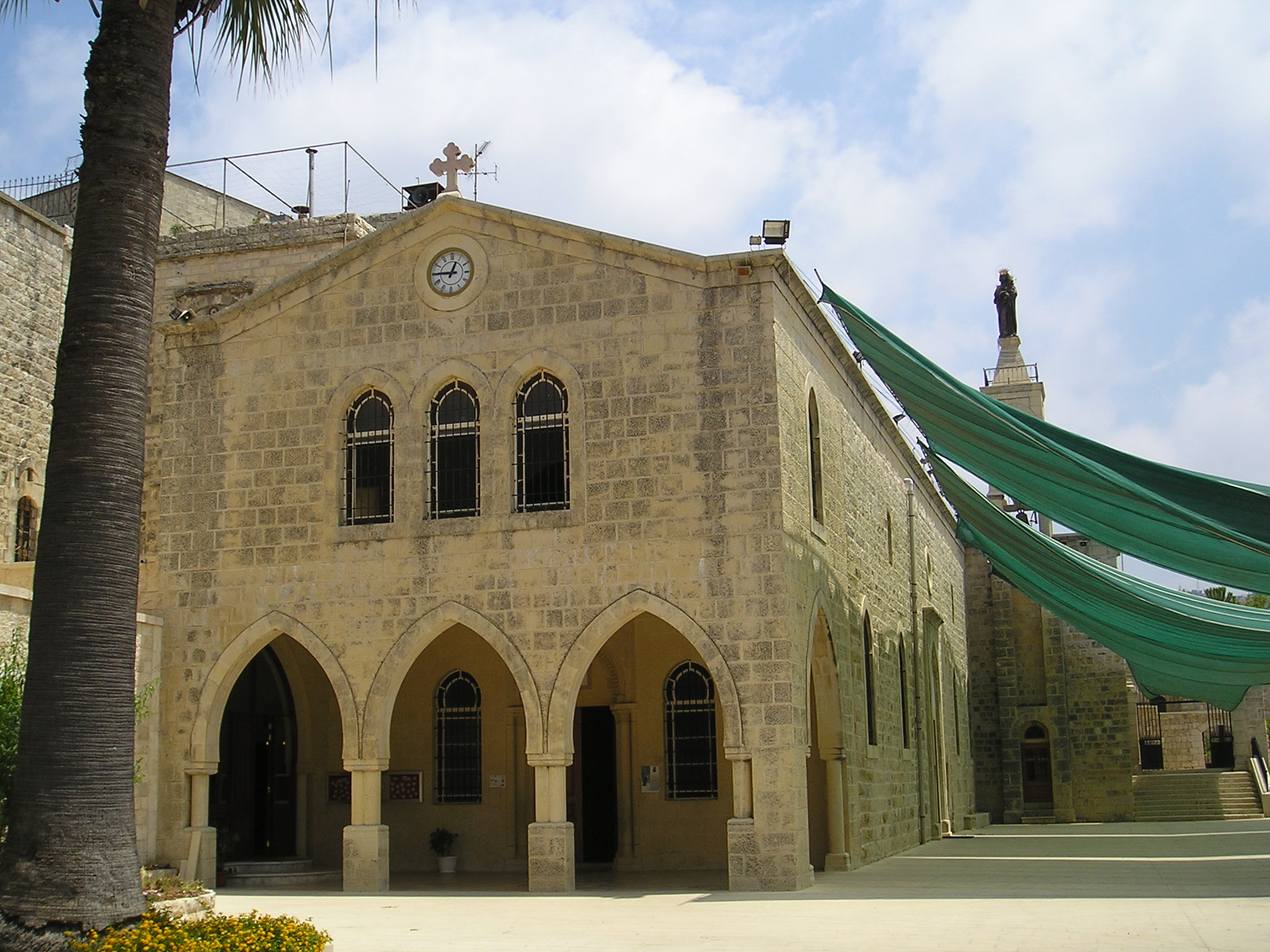
Iglesia maronita en el Líbano

La Iglesia católica maronita está presente en Líbano.
De las Iglesias que empezaron en Antioquia, existen dos grupos: sirio - occidental y sirio - oriental. La Iglesia Maronita forma parte del grupo sirio - occidental, siendo el siríaco o arameo su lengua litúrgica. Se integra, pues, de lleno en la tradición cristiana oriental, siendo su pueblo uno de los de raíces más antiguas de toda la cristiandad. La Iglesia maronita es la única de todas las orientales que ha permanecido en plena comunión con Roma durante todos estos siglos, pese a las tremendas pruebas sufridas por esta Iglesia por parte monofisitas, bizantinos, mamelucos y turcos.
El nombre de esta Iglesia particular procede de San Marón, monje anacoreta con fama de santidad mencionado por Juan Crisóstomo entre 404 y el 407. Muere en el año 410. Su estilo de vida, desarrollado entre su pueblo, causó profundo impacto, agrupando progresivamente a hombres y mujeres que, impresionados por su vida, originaron diversos monasterios. Con el transcurso de los años, los monasterios que arrancan de la experiencia de San Marón se federan, asentados la mayoría de ellos en las diócesis de Cyro y Alepo (Siria).
Con ocasión de las controversias teológicas generadas en torno a la persona de Cristo, los maronitas se posicionaron a favor del Concilio de Calcedonia, que reconocía la doble naturaleza humana y divina de la persona de Cristo. Los monjes de estos monasterios se enfrentaron, por ello, a los cristianos monofisitas, sufriendo numerosos mártires (los 350 monjes mártires).
A finales del siglo V, los habitantes de la montaña libanesa se convierten al cristianismo merced a la obra misionera de monjes maronitas. Con todo, la más antigua iglesia maronita de Líbano conocida es Mar Mama, del año 749. En los años siguientes, las relaciones con Bizancio se vuelven muy difíciles, llegando al enfrentamiento armado. Entre el 702 y el 705, los monjes de Bet Morún (valle del Oronte), monasterio que preside la federación maronita, eligieron a su primer patriarca, Juan Marón, consagrando posteriormente obispos en su monasterio. Varios patriarcas residen en Kfarhay, conservándose el nombre de tres de ellos. El monasterio de Bet Morún será destruido en torno al año 900.
El patriarca Juan II se instala en Antioquía, regresando a los orígenes de esta Iglesia particular, donde todavía vivía un número importante de maronitas. Pero, dadas las dificultades que encontró, trasladó el patriarcado a Akoura (región de Biblos, en Líbano) hacia el año 938, territorio donde habían emigrado los maronitas en su mayor parte huyendo de las persecuciones musulmanas, si bien todavía permanecían algunas comunidades en Siria. Los Patriarcas, en número de 34 residirán allí hasta el año 1440, desarrollando una vida austera y sin sede fija. A finales del siglo XIII, un viajero occidental encuentra, incluso, un obispo maronita en Takrit (Mesopotamia).
Durante tres siglos, los maronitas viven aislados del resto del mundo. Cuando llegan los cruzados, se sorprenden al encontrar una comunidad tan numerosa y piadosa, pues se les consideraba extinguidos. Con las Cruzadas, llega la presencia franca, acogiendo los maronitas del Líbano a los cruzados, iniciándose cierta latinización, construyéndose numerosas iglesias, estableciéndose unas extraordinarias relaciones, en particular a partir del viaje de San Luis de Francia. En 1215, el Patriarca Jeremías de Amchite acude al Concilio de Letrán. Pero al ser destruidos los reinos francos, los mamelucos (1291) traen el desastre. Pese a ello, los franciscanos continuaron, desde 1246, la comunicación entre Roma y Líbano.
Con los mamelucos, se sucedieron varias matanzas entre la población maronita, siendo algunos patriarcas vejados, perseguidos y asesinados. Así, Gabriel de Hjoula es quemado vivo en el año 1367. Otros numerosos mártires le acompañarán: Abu Karam al Hadathi sería colgado de ganchos de hierro, en el año 1640, Yunes Abu Risq es empalado en 1697, Kanaan Daher es asesinado en 1741. Y junto a ellos, una muchedumbre de mártires anónimos que en esos terribles años, testimoniarán con su vida y su muerte la fidelidad a Cristo.
De 1440 a 1823, los Patriarcas residirán en Wadi Qannoubine, un profundo e inaccesible valle: un total de 24 patriarcas allí se suceden, residiendo en el Convento de Nuestra Señora. De un milenio de historia maronita, apenas quedan vestigios materiales: unas pocas iglesias, algunos nombres de autores, unos pocos restos históricos y algunos libros litúrgicos. Cuando estallan las luchas entre los mamelucos, los sunitas y los habitantes chiitas de Líbano, los maronitas juegan un papel de intermediación, que proporcionará al pueblo maronita respeto y cierta tolerancia.
En 1516, Líbano cae, al igual que todo Oriente, en manos turcas, prolongándose la ocupación hasta el año 1918. Bajo dominio turco, los maronitas, aliados de los drusos (una secta herética chiita establecida en las montañas del Chouf libanés desde el siglo XI), consiguen una cierta autonomía.

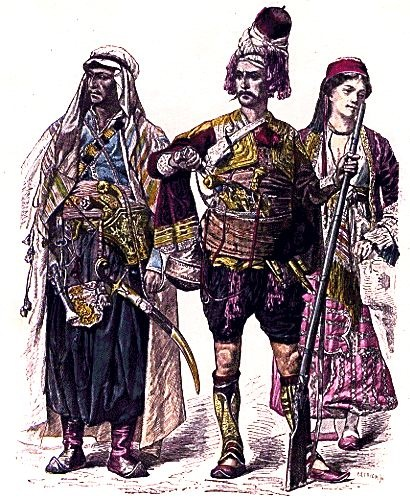
Maronitas en el

Las relaciones con Roma persisten, fundándose en 1548 el Colegio Maronita, que tendrá una enorme importancia en la cultura maronita y en la vida de otras comunidades cristianas de oriente medio. En concreto, en los siglos XVII y XVIII, algunas comunidades de esas iglesias particulares retornan a Roma, creándose patriarcados católicos: el caldeo, el melkita, el sirio y el armenio. En 1580 y 1596 tuvieron lugar dos sínodos muy polémicos, al forzar cierta latinización muy discutida. En 1626 llegan los capuchinos a Líbano. En 1635 lo hacen los carmelitas. Los jesuitas se instalan en 1656.
El patriarca Duhaihy (1630 a 1704) es la figura más relevante de ese periodo de la historia maronita. Formado en el colegio romano, desarrolla estudios de historia, teología, apologética, liturgia, música. Reformará las órdenes religiosas maronitas, creándose la primera orden maronita en 1694: los Antoninos. Y a esa tremenda actividad, unirá una santidad modélica. Los años siguientes, traerán una intensa vida religiosa.
El Colegio Romano maronita es destruido por Napoleón en 1808. En su lugar son creados seminarios en Líbano, como el de Ain Warqa (1818). En 1823 el Patriarca se traslada a Dimane en verano y a Bkerké en invierno. Desde entonces, nueve han sido los patriarcas que se han sucedido, siendo la independencia de Líbano una de sus preocupaciones principales.

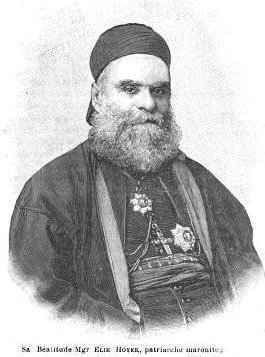
Patriarca Elías Hoayek

A mediados del siglo XIX, el pacto druso–maronita se rompe, iniciándose nuevas persecuciones que culminarán en 1860, finalizando con la intervención internacional de Napoleón III. Se inicia, a raíz de la matanza de 1860, el camino masivo de la emigración.
Con la Primera Guerra Mundial, casi un tercio de la población muere por el hambre causado por el bloqueo y la violencia. A su finalización, la unión entre las 17 comunidades religiosas presentes en Líbano parecía imposible. Sin embargo, dado el prestigio del Patriarcado maronita, todas esas comunidades delegan en el patriarca Elías Hoayek su presencia en el Congreso de Versalles, donde reclamará la independencia para el Líbano. Finalmente, por acuerdo de la Sociedad de Naciones, Líbano quedará bajo mandato francés.
En los años siguientes, la influencia religiosa latina se hace más evidente, lo que provocará cierta reacción en defensa de la identidad maronita. Tras la Segunda Guerra Mundial, llega la independencia, que merced al pacto nacional, consigue cierto equilibrio entre las comunidades religiosas presentes, roto en 1975 con el inicio de la guerra civil, lo que será causa de nuevo para la emigración de cientos de miles de maronitas.
La Iglesia maronita, en la actualidad, se enfrenta a un triple reto: la emigración, la presión musulmana y la secularización, que también está afectando profundamente a esta Iglesia particular.

## Otras Iglesias Católicas

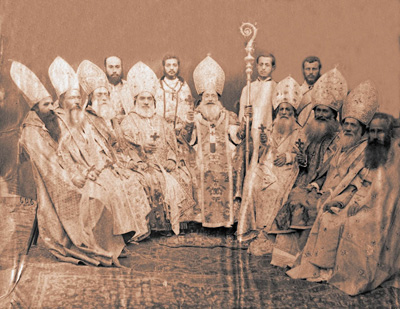
Reunión de obispos de la iglesia católica armenia

Además de la comunidad maronita, otras comunidades católicas están presentes en este país.
- Iglesia Armenia Católica. Casi un 6 % de la población libanesa es de origen armenio. La mayoría es ortodoxa y una minoría es católica. Actualmente, 8 parroquias atienden a unos 30.000 fieles armenios católicos. Está presente con conventos y varios colegios.
- Iglesia caldea católica. En 1551 es reconocido por Roma Juan Simón SOULAKA como Patriarca de los caldeos católicos. Pero hasta 1830, cuando Pío VIII confirma en el patriarcado a Juan HORMIZD con el título de Patriarca de Babilonia de los Caldeos, no se consolida esta comunidad oriental. Actualmente hay dos parroquias en Beirut y una en Zahlé, que atienden a unos 10.000 fieles. Su presencia en Líbano arranca de 1895, al escapar de las persecuciones de turcos y kurdos.
- Iglesia Copta Católica. Su origen es el Patriarcado de Alejandría. Los pocos cientos de coptos de origen que egipcio residen en Líbano son atendidos en una parroquia radicada en Beirut.
- Iglesia greco-melquita católica. La Iglesia Melquita no es una Iglesia nacional, sino particular, arrancando su idiosincrasia de la fidelidad al Emperador de Bizanzio (“melk”, en siriaco es emperador, término con que sus enemigos monofisitas les denominaron de forma despectiva) y a los 7 primeros Concilios Ecuménicos. Actualmente, sus integrantes son árabes. En Líbano existen una docena de lugares de culto abiertos para esta comunidad.
- Iglesia siriaca católica. Tiene el mismo rito y la misma liturgia que la Iglesia Siriaca Ortodoxa, habiéndose unido a la Iglesia Católica en 1783. Una única diócesis agrupa en Líbano a unos 30.000 fieles.
- Iglesia latina. Apenas 14.000 fieles pertenecen a la Iglesia latina que, arranca hoy día, fundamentalmente, de las obras educativas y hospitalarias de las órdenes religiosas procedentes de Europa.

## Iglesias reformadas
La Unión Nacional de Iglesias Evangélicas en el Líbano, miembro de la Comunión Mundial de Iglesias Reformadas.

## Iglesias bautistas
La Convención Evangélica Bautista Libanesa fue fundada oficialmente en 1955 por varias iglesias.